# ریگ‌چشمه (علی‌آباد)
ریگ چشمه، روستایی است از توابع بخش کمالان شهرستان علی‌آباد در استان گلستان ایران.

## جمعیت
این روستا در دهستان استرآباد قرار دارد و براساس سرشماری مرکز آمار ایران در سال ۱۳۸۵، جمعیت آن ۱۷ نفر (۸خانوار) بوده‌است.